# Bamazomus subsolanus
Espèce
Bamazomus subsolanus est une espèce de schizomides de la famille des Hubbardiidae.

## Distribution
Cette espèce est endémique du Gascoyne en Australie-Occidentale,. Elle se rencontre dans une carrière de calcaire de la chaîne du Cap.

## Description
Le mâle holotype mesure 4,00 mm et la femelle paratype 4,10 mm.

## Publication originale
- Harvey, 2001 : New cave-dwelling schizomids (Schizomida: Hubbardiidae) from Australia. Records of the Western Australian Museum Supplement, vol. 64, p. 171-185.